# إبراهيما باه
إبراهيما باه هو لاعب كرة قدم بلجيكي في مركز الهجوم، ولد في 1999 في بلجيكا. لعب مع ستاندارد لييج.

## وصلات خارجية
- إبراهيما باه على موقع الاتحاد البلجيكي (الإنجليزية)
- إبراهيما باه على موقع قاعدة بيانات كرة القدم.إي يو (الإنجليزية)
- إبراهيما باه على موقع ناشيونال فوتبول تيمز (الإنجليزية)
- إبراهيما باه على موقع Soccerway.com (الإنجليزية)
- إبراهيما باه على موقع عالم كرة القدم.نت (الإنجليزية)